# Natação no Campeonato Mundial de Esportes Aquáticos de 2009 - 200 m borboleta feminino
A prova dos 200 metros borboleta feminino da natação no Campeonato Mundial de Esportes Aquáticos de 2009 ocorreu nos dias 29 e 30 de julho no Stadio del Nuoto em Roma.

## Recordes
Antes desta competição, os recordes mundiais e do campeonato nesta prova eram os seguintes:
| Tipo                  | Atleta             | Tempo   | Local    | Data                 | Ref |
| --------------------- | ------------------ | ------- | -------- | -------------------- | --- |
|                       | Zige Liu           | 2:04,18 | Pequim   | 14 de agosto de 2008 | ver |
| Recorde do campeonato | Otylia Jedrzejczak | 2:05,61 | Montreal | 28 de julho de 2005  | ver |

## Medalhistas
| Ouro                    | Prata          | Bronze               |
| Jessicah Schipper (AUS) | Zige Liu (CHN) | Katinka Hosszu (HUN) |

## Resultados

### Eliminatórias
Estes são os resultados das eliminatórias:
| Pos. | Atleta                      | Tempo   | Bateria | Raia | Notas           |
| ---- | --------------------------- | ------- | ------- | ---- | --------------- |
| 1    | USA Mary Descenza           | 2:04.14 | 4       | 3    | Recorde mundial |
| 2    | AUS Jessicah Schipper       | 2:05.50 | 4       | 4    |                 |
| 3    | HUN Katinka Hosszu          | 2:06.21 | 6       | 6    |                 |
| 4    | AUS Samantha Hamill         | 2:06.32 | 4       | 6    |                 |
| 5    | GER Annika Mehlhorn         | 2:06.45 | 5       | 1    |                 |
| 6    | FRA Aurore Mongel           | 2:06.66 | 5       | 5    |                 |
| 7    | CAN Audrey Lacroix          | 2:06.67 | 5       | 2    |                 |
| 8    | CHN Liuyang Jiao            | 2:07.01 | 5       | 4    |                 |
| 9    | JPN Yui Miyamoto            | 2:07.13 | 5       | 6    |                 |
| 10   | GBR Ellen Gandy             | 2:07.33 | 6       | 4    |                 |
| 11   | USA Kathleen Hersey         | 2:07.34 | 6       | 3    |                 |
| 12   | CHN Zige Liu                | 2:07.55 | 5       | 3    |                 |
| 13   | ITA Caterina Giacchetti     | 2:07.84 | 6       | 5    |                 |
| 14   | DEN Micha Ostergaard Jensen | 2:08.54 | 6       | 2    |                 |
| 15   | FRA Magali Rousseau         | 2:08.57 | 6       | 7    |                 |
| 16   | HUN Zsuzsanna Jakabos       | 2:08.63 | 1       | 8    |                 |
| 17   | POL Mirela Olczak           | 2:08.72 | 6       | 0    |                 |
| 18   | CAN Tanya Hunks             | 2:09.42 | 4       | 8    |                 |
| 19   | ITA Francesca Segat         | 2:09.54 | 4       | 7    |                 |
| 20   | BRA Joanna Maranhão         | 2:09.55 | 4       | 1    |                 |
| 21   | RUS Yana Martynova          | 2:09.80 | 4       | 0    |                 |
| 22   | SWE Petra Granlund          | 2:09.87 | 5       | 7    |                 |
| 23   | MEX Rita Medrano            | 2:10.29 | 5       | 9    |                 |
| 24   | GBR Jessica Dickons         | 2:10.32 | 4       | 2    |                 |
| 25   | SUI Martina Van Berkel      | 2:11.41 | 5       | 0    |                 |
| 26   | ESP Mireia Belmonte         | 2:11.55 | 4       | 5    |                 |
| 27   | SWE Martina Granstrom       | 2:11.65 | 6       | 8    |                 |
| 28   | RSA Katheryn Meaklim        | 2:11.75 | 6       | 1    |                 |
| 29   | IRL Grainne Murphy          | 2:13.66 | 3       | 3    |                 |
| 30   | FIN Emilia Pikkarainen      | 2:13.77 | 4       | 9    |                 |

| Ver o restante da classificação | Ver o restante da classificação | Ver o restante da classificação | Ver o restante da classificação | Ver o restante da classificação | Ver o restante da classificação | Ver o restante da classificação |
| Pos.                            | Atleta                          | Tempo                           | Bateria                         | Raia                            | Notas                           |                                 |
| ------------------------------- | ------------------------------- | ------------------------------- | ------------------------------- | ------------------------------- | ------------------------------- | ------------------------------- |
| 31                              | UKR Tetyana Khala               | 2:13.98                         | 6                               | 9                               |                                 |                                 |
| 32                              | CUB Yumisleisy Morales Mendoza  | 2:14.00                         | 3                               | 7                               |                                 |                                 |
| 33                              | POL Paula Zukowska              | 2:14.09                         | 3                               | 5                               |                                 |                                 |
| 34                              | CZE Barbora Zavadova            | 2:14.83                         | 3                               | 8                               |                                 |                                 |
| 35                              | SIN Lynette Lim                 | 2:15.82                         | 2                               | 2                               |                                 |                                 |
| 36                              | AUT Nina Dittrich               | 2:15.95                         | 5                               | 8                               |                                 |                                 |
| 37                              | PHI Erica Cirila Totten         | 2:16.13                         | 3                               | 9                               |                                 |                                 |
| 38                              | TUR Yasemin Rosenberger         | 2:16.24                         | 3                               | 2                               |                                 |                                 |
| 39                              | PUR Kristina Bernice Lennox     | 2:17.56                         | 3                               | 1                               |                                 |                                 |
| 40                              | BIH Maida Turnadzic             | 2:18.09                         | 3                               | 6                               |                                 |                                 |
| 41                              | VEN Eliana Barrios              | 2:18.14                         | 3                               | 0                               |                                 |                                 |
| 42                              | SMR Simona Muccioli             | 2:19.84                         | 2                               | 4                               |                                 |                                 |
| 43                              | TPE ShengYo Ting                | 2:21.05                         | 1                               | 4                               |                                 |                                 |
| 44                              | SIN Ting Ting Koh               | 2:21.31                         | 2                               | 5                               |                                 |                                 |
| 45                              | GUA Maria Coy                   | 2:21.37                         | 2                               | 3                               |                                 |                                 |
| 46                              | HON Laura Lucia Paz Chavez      | 2:21.47                         | 2                               | 9                               |                                 |                                 |
| 47                              | LTU Aiste Dobrovolskaite        | 2:22.48                         | 2                               | 0                               |                                 |                                 |
| 48                              | MAR Karrakchou Lilia            | 2:23.32                         | 2                               | 8                               |                                 |                                 |
| 49                              | MLT Davina Mangion              | 2:24.39                         | 1                               | 6                               |                                 |                                 |
| 50                              | IND Vandita Dhariyal            | 2:25.07                         | 1                               | 2                               |                                 |                                 |
| 51                              | IND Pooja Raghava Alva          | 2:25.08                         | 1                               | 3                               |                                 |                                 |
| 52                              | HON Ana Euceda Gutierrez        | 2:25.51                         | 1                               | 5                               |                                 |                                 |
| 53                              | MAR Ramond Sherazad             | 2:26.69                         | 2                               | 1                               |                                 |                                 |
| 54                              | CHI Daniela Reyes Hinrichsen    | 2:27.49                         | 2                               | 7                               |                                 |                                 |
| 55                              | SRI Miniruwani Samarakoon       | 2:39.21                         | 1                               | 7                               |                                 |                                 |
| 56                              | FIJ Tieri Erasito               | 2:45.20                         | 1                               | 1                               |                                 |                                 |

### Semifinal
Estes são os resultados das semifinais:
| Pos. | Atleta                      | Bateria | Raia | Tempo   | Notas |
| ---- | --------------------------- | ------- | ---- | ------- | ----- |
| 1    | HUN Katinka Hosszu          | 2       | 5    | 2:04.27 |       |
| 2    | USA Mary Descenza           | 2       | 4    | 2:04.33 |       |
| 3    | AUS Jessicah Schipper       | 1       | 4    | 2:04.87 |       |
| 4    | CHN Liuyang Jiao            | 1       | 6    | 2:04.96 |       |
| 5    | FRA Aurore Mongel           | 1       | 3    | 2:05.09 |       |
| 6    | CHN Zige Liu                | 1       | 7    | 2:05.29 |       |
| 7    | AUS Samantha Hamill         | 1       | 5    | 2:05.99 |       |
| 8    | CAN Audrey Lacroix          | 2       | 6    | 2:06.85 |       |
| 9    | USA Kathleen Hersey         | 2       | 7    | 2:06.89 |       |
| 10   | GER Annika Mehlhorn         | 2       | 3    | 2:07.43 |       |
| 11   | DEN Micha Ostergaard Jensen | 1       | 1    | 2:07.44 |       |
| 12   | ITA Caterina Giacchetti     | 2       | 1    | 2:07.59 |       |
| 13   | JPN Yui Miyamoto            | 2       | 2    | 2:08.13 |       |
| 14   | HUN Zsuzsanna Jakabos       | 1       | 8    | 2:08.34 |       |
| 15   | GBR Ellen Gandy             | 1       | 2    | 2:08.55 |       |
| 16   | FRA Magali Rousseau         | 2       | 8    | 2:08.94 |       |

### Final
Estes são os resultados da final:
| Pos.              | Atleta                | Raia | Tempo   | Notas           |
| ----------------- | --------------------- | ---- | ------- | --------------- |
| Medalha de ouro   | AUS Jessicah Schipper | 3    | 2:03.41 | Recorde mundial |
| Medalha de prata  | CHN Zige Liu          | 7    | 2:03.90 |                 |
| Medalha de bronze | HUN Katinka Hosszu    | 4    | 2:04.28 |                 |
| 4                 | USA Mary Descenza     | 5    | 2:04.41 |                 |
| 5                 | CHN Liuyang Jiao      | 6    | 2:04.50 |                 |
| 6                 | FRA Aurore Mongel     | 2    | 2:05.48 |                 |
| 7                 | CAN Audrey Lacroix    | 8    | 2:05.95 |                 |
| 8                 | AUS Samantha Hamill   | 1    | 2:06.11 |                 |

## Novos recordes
| Tipo                  | Atleta            | Tempo   | Local | Data                | Ref |
| --------------------- | ----------------- | ------- | ----- | ------------------- | --- |
|                       | Jessicah Schipper | 2:04.28 | Roma  | 30 de julho de 2009 | ver |
| Recorde do campeonato | Jessicah Schipper | 2:04.28 | Roma  | 30 de julho de 2009 | ver |

Legenda
| Recorde mundial       | Recorde mundial (World record)               |                       | Recorde africano                      | Recorde africano (African) |                                           | Q | Classificado por posição (Qualified) |
| Recorde do campeonato | Recorde do campeonato (Championship record)  | Recorde da América    | Recorde da América (Americas)         | q                          | Classificado por melhor tempo (Qualified) |   |                                      |
| Melhor marca do ano   | Melhor marca do ano (World leading)          | Recorde asiático      | Recorde asiático (Asian)              | DNS                        | Não largou (Did not start)                |   |                                      |
| Recorde nacional      | Recorde nacional (National record)           | Recorde europeu       | Recorde europeu (European)            | DNF                        | Não terminou (Did not finish)             |   |                                      |
| Recorde pessoal       | Recorde pessoal do atleta (Personal best)    | Recorde da Oceania    | Recorde da Oceania (Oceania)          | DSQ / DQ                   | Desclassificado (Disqualified)            |   |                                      |
| Recorde da temporada  | Recorde da temporada do atleta (Season best) | Recorde sul-americano | Recorde sul-americano (South America) | NM                         | Sem marca (No mark)                       |   |                                      |